# Steve Hillage

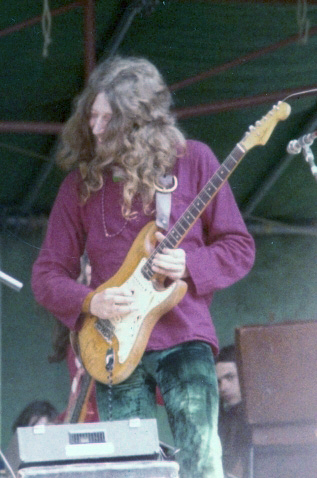
Steve Hillage

Stephen Simpson (Steve) Hillage (Chingford, 2 augustus 1951) is een Brits musicus en producer.
Hillage groeide op in Epping. Hij kocht zijn eerste gitaar toen hij negen jaar oud was, en probeerde zijn bluesvoorbeelden na te doen. Een bezoek aan een van de eerste concerten van Jimi Hendrix maakte hem helemaal enthousiast. Op school ontmoette hij Dave Stewart, en samen met Mont Campbell en de via een advertentie gevonden drummer Clive Brooks vormden ze Uriel.
De groep was geen succes, en in 1968 hervatte Hillage zijn studie (filosofie en geschiedenis) in Canterbury. Daar kwam hij in contact met de leden van de lokale bands zoals Spirogyra en Caravan. Hillage en zijn oud-collega's van Uriel (die nu in Egg speelden) namen onder pseudoniem het Arzachel album op.
Begin 1971 stopte Hillage met zijn studie en vormde hij een eigen band, Khan (band). Hierin speelden naast Hillage Dick Henningham (orgel), Nick Greenwood (zang en basgitaar) en Eric Peachey (drums, hij was de vervanger van Pip Pyle). Er werd een album opgenomen, waarbij Dave Stewart de toetsensectie kwam versterken. Het werd een klassiek album in de progressieve rock, maar het was geen commercieel succes. De band viel uiteen, en Hillage speelde hierna korte tijd mee met Egg.
In 1972 kon hij met Kevin Ayers' band Decadence mee op een tour door Europa. Bij een jamsessie met Didier Malherbe viel Hillage op, en Malherbe vroeg hem om Gong te komen versterken.
Hillage leverde bij deze band een grote bijdrage aan de Radio Gnome trilogie en speelt ook nog mee op Shamal, het eerste album dat de band opnam zonder oprichter Daevid Allen. Hierna ging hij solo.
Zijn eerste soloalbum, Fish Rising (1975), had Hillage al opgenomen terwijl hij nog in Gong speelde. Hij kreeg hierbij hulp van diverse bevriende musici, onder wie Dave Stewart.

Begin 1976 draaide Hillage kort mee in National Health, maar halverwege dat jaar vertrok hij naar de Verenigde Staten voor de opnamen van een tweede soloalbum, L. Dit album werd geproduceerd door Todd Rundgren, en diens band Utopia assisteerde bij de opnamen. Het album werd een succes in Engeland, en Hillage ging toeren met een nieuwe band, bestaande uit Clive Bunker (drums), Colin Bass (basgitaar), Christian Boulé (gitaar), Phil Hodge (keyboard), Basil Brooks (synthesizer) en Miquette Giraudy (synthesizer, zang). In 1977 toerden ze samen met het Electric Light Orchestra door Amerika, met als resultaat dat L in de hitlijsten prijkte.
Zijn derde solo-elpee, Motivation Radio, nam Hillage in 1978 in Los Angeles op, onder supervisie van Malcolm Cecil van de synthesizerband Tonto's Expanding Headband. Hij ging weer toeren met een nieuwe band, bestaande uit Joe Blocker (drums) en Curtis Robertson Jr (basgitaar), plus Miquette Giraudy, die steeds bij Hillagem zou blijven. Met deze groep nam hij ook het album Green uit 1978 op, geproduceerd door Nick Mason. Later dat jaar kwam Live Herald uit, bestaande uit veel liveopnamen uit dat jaar, plus enkele nieuwe nummers. In 1979 volgde Open, dat een meer funky karakter kreeg. Het volgende album, Rainbow Dome Musick, was een experiment.
In de jaren tachtig maakte Hillage zelf weinig muziek. Hij ging zich bezighouden met het produceren van de muziek van anderen, onder meer van Robyn Hitchcock en van de Simple Minds.
Na een ontmoeting met Alex Paterson van The Orb pakte Hillage de draad weer op. In 1991 begon hij weer met optreden, ditmaal onder de naam System 7. Deze band was los-vast; verschillende leden deden er bij tijd en wijle aan mee, zoals onder meer Alex Paterson, diskjockey Paul Oakenfold en Mick MacNeil van de Simple Minds. System 7 maakt muziek in de ambientdancestijl. In 1992 doet hij ook een bijdrage op een track op het album Boss Drum van The Shamen. In het najaar van 1994 vormde hij samen met zijn vrouw Miquette Giraudy, de act Drum Club en rapper Dave Watts (van de groep Fun-Da-Mental) de gelegenheidsgroep Retribution. System 7 bracht in de jaren negentig meerdere albums uit. Ook in de 21e eeuw volgden enkele albums. Op het album Phoenix werkt hij met tranceproducers als Jam El Mar en Eat Static.

## Discografie
De lijst van de albums waarop Hillage allemaal meegespeeld (laat staan die hij geproduceerd heeft) heeft, is veel langer dan de onderstaande, hier staan alleen de belangrijkste albums.
| 1971 | Uriel              | Arzachel                                       |
| 1972 | Khan               | Space Shanty                                   |
| 1973 | Gong               | Flying teapot                                  |
| 1973 | Gong               | Angel’s Egg                                    |
| 1973 | Gong               | You                                            |
| 1975 | Steve Hillage      | Fish Rising                                    |
| 1976 | Steve Hillage      | L                                              |
| 1977 | Steve Hillage      | Motivation Radio                               |
| 1978 | Steve Hillage      | Green                                          |
| 1979 | Steve Hillage      | AURA (Compilatie)                              |
| 1979 | Steve Hillage      | Live Herald                                    |
| 1979 | Steve Hillage      | Rainbow Dome Musick                            |
| 1979 | Steve Hillage      | Open                                           |
| 1982 | Steve Hillage      | For To Next/And Not Or                         |
| 1991 | System 7           | System 7                                       |
| 1992 | Steve Hillage      | Bbc Radio One Live                             |
| 1993 | System 7           | 777                                            |
| 1994 | System 7           | Pont 3 Water                                   |
| 1994 | System 7           | Pont 3 Fire                                    |
| 1996 | System 7           | System Express                                 |
| 1996 | System 7           | Power of 7                                     |
| 1997 | System 7           | Golden Section                                 |
| 2001 | System 7           | Seventh Wave                                   |
| 2002 | System 7           | Mysterious traveller                           |
| 2003 | Steve Hillage      | Introducing...Steve Hillage (Light In The Sky) |
| 2004 | System 7           | Encantado                                      |
| 2008 | System 7           | Phoenix                                        |
| 2008 | Steve Hillage Band | SHB Live at the Gong Family Unconvention       |
| 2017 | Steve Hillage Band | Düsseldorf                                     |

- Bibsys: 7067963
- Biblioteca Nacional de España: XX1538576
- Bibliothèque nationale de France: cb13939039z (data)
- Gemeinsame Normdatei: 134406222
- International Standard Name Identifier: 0000 0000 5519 6590
- Library of Congress Control Number: n91051586
- MusicBrainz: bb0ae0c0-16eb-43df-9f99-7f351c53354a
- Nationale Bibliotheek van Tsjechië: xx0178321
- Nederlandse Thesaurus van Auteursnamen: 097947415
- Réseau des bibliothèques de Suisse occidentale: 02-A005824445
- Système universitaire de documentation: 084271469
- Virtual International Authority File: 446149294311680521758